# Збори Північної Македонії
Збори Північної Македонії (мак. Собрание на Република Северна Македонија) — однопалатний представницький орган громадян Північної Македонії; єдиний законодавчий орган влади Північної Македонії. Згідно з Конституцією, Збори представляють народ і наділені законодавчою владою. Вони можуть мати від 120 до 140 депутатів (зараз 120), обраних шляхом пропорційного представництва від 6 виборчих округів, кожний з яких представляє 20 депутатів, а також 3 резервні місця від македонської діаспори, які встановлюються у разі недостатньої явки виборців. Депутати обираються строком на чотири роки і не можуть бути відкликаними впродовж строку їх повноважень. Збори очолює Голова. Його організація та функціонування регулюється Конституцією та Правилами процедури. Збори розташовані в столиці країни Скоп'є.

## Основні обов'язки
За статтею 68 Конституції, в обов'язки Зборів Північної Македонії входять:
- змінювати Конституцію РМ
- запроваджувати закони і давати їм тлумачення
- стверджувати державний бюджет
- ратифікувати міжнародні договори
- оголошувати війну і мир
- затверджувати зміну кордонів РМ
- стверджувати висновок зовнішньополітичних союзів
- призначати Уряд Північної Македонії
- вибирати суддів, у тому числі Статутного (Конституційного) суду РМ
- здійснювати політичний контроль над Урядом
- надавати амністію
- здійснювати інші дії відповідно до Статуту.

## Результати виборів 2016 року
| Партія                                                     | Партія                               | Голоси    | %     | Місця | +/–  |
| ---------------------------------------------------------- | ------------------------------------ | --------- | ----- | ----- | ---- |
|                                                            | Коаліція ВМРО-ДПМНЄ                  | 454,577   | 39.39 | 51    | −10  |
|                                                            | Коаліція Соціал-демократичного союзу | 436,981   | 37.87 | 49    | +15  |
|                                                            | Демократичний союз за інтеграцію     | 86,796    | 7.52  | 10    | −9   |
|                                                            | Рух Беса                             | 57,868    | 5.01  | 5     | Нова |
|                                                            | Альянс за албанців                   | 35,121    | 3.04  | 3     | Нова |
|                                                            | Демократична партія албанців         | 30,964    | 2.68  | 2     | −5   |
|                                                            | Коаліція "ВМРО за Македонію          | 24,524    | 2.13  | 0     | Нова |
|                                                            | Ліві                                 | 12,120    | 1.05  | 0     | Нова |
|                                                            | Коаліція "ССЖ–Третій блок"           | 10,028    | 0.87  | 0     | Нова |
|                                                            | Ліберальна партія                    | 3,840     | 0.33  | 0     | 0    |
|                                                            | Партія демократичного процвітання    | 1,143     | 0.10  | 0     | 0    |
| Недійсні голоси/не проголосували                           | Недійсні голоси/не проголосували     | 37,870    | –     | –     | –    |
| Всього                                                     | Всього                               | 1,191,832 | 100   | 120   | −3   |
| Зареєстровані виборці/явка                                 | Зареєстровані виборці/явка           | 1,784,416 | 66.79 | –     | –    |
| Джерело: SEC [Архівовано 18 січня 2017 у Wayback Machine.] |                                      |           |       |       |      |

## Голови Зборів Північної Македонії

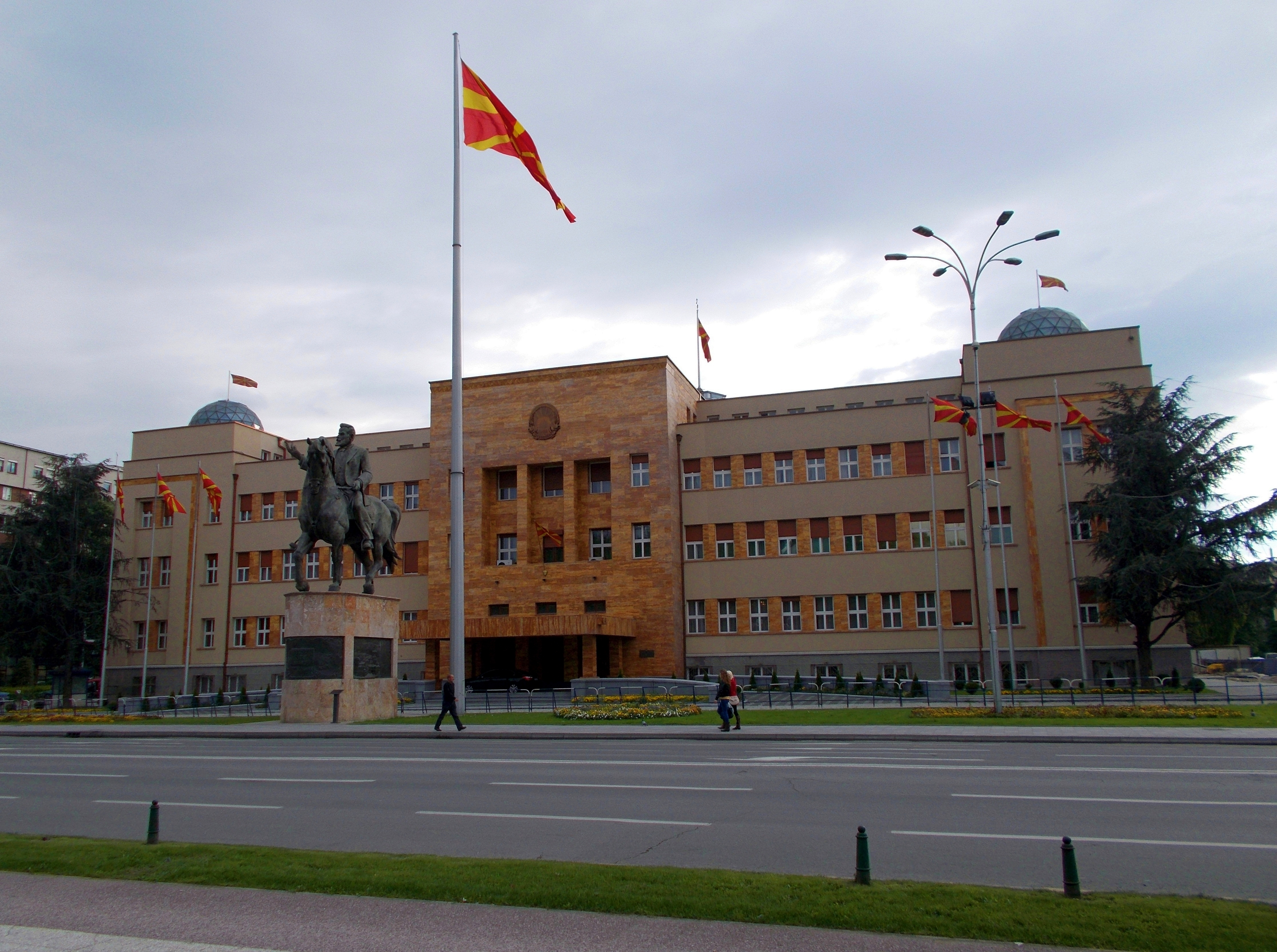
Будинок парламенту в Скоп'є

Партії
      ЛПМ (1)	
      СДСМ (3)	
      ДА (1)	
      ЛДП
      ВМРО-ДПМНЄ (2)	
      ДСІ (1)
Статус
| №   | Ім'я (Рік народження–Рік смерті) | Портрет | Термін            | Термін            | Політична партія                                                                                      |
| --- | -------------------------------- | ------- | ----------------- | ----------------- | --- |
| 1   | Стоян Андов (1935–)              |         | 8 січня 1991      | 6 березня 1996    | Ліберальна партія Македонії                                                                           |
| 2   | Тіто Петковський (1945–)         |         | 6 березня 1996    | 19 листопада 1998 | Соціал-демократичний союз Македонії                                                                   |
| 3   | Саво Климовський (1947–)         |         | 19 листопада 1998 | 30 листопада 2000 | Демократична альтернатива                                                                             |
| (1) | Стоян Андов (1935–)              |         | 30 листопада 2000 | 4 жовтня 2002     | Ліберальна партія Македонії                                                                           |
| 4   | Нікола Поповський (1962–)        |         | 4 жовтня 2002     | 8 листопада 2003  | Соціал-демократичний союз Македонії                                                                   |
| —   | Ліляна Поповська (1956–)         |         | 8 листопада 2003  | 18 листопада 2003 | Ліберально-демократична партія                                                                        |
| 5   | Люпчо Йордановський (1953–2010)  |         | 18 листопада 2003 | 2 серпня 2006     | Соціал-демократичний союз Македонії                                                                   |
| 6   | Любиша Георгиєвський (1937–)     |         | 2 серпня 2006     | 21 червня 2008    | Внутрішня македонська революційна організація — Демократична партія македонської національної єдності |
| 7   | Трайко Веляноський (1962–)       |         | 21 червня 2008    | 27 квітня 2017    | Внутрішня македонська революційна організація — Демократична партія македонської національної єдності |
| 8   | Талат Джафері (1962–)            |         | 27 квітня 2017    | чинний            | Демократичний союз за інтеграцію                                                                      |